# Evanescence
Evanescence (angleška izgovorjava: /ˌɛvəˈnɛsns/) je ameriška rokovska glasbena skupina, ki sta jo ustanovila vokalistka Amy Lee in kitarist Ben Moody leta 1995 v Little Rocku, Arkansas, ZDA. Po snemanju demo albumov v samozaložbi je leta 2003 skupina pri založbi Wind-up Records izdala prvi studijski album Fallen. Prodan je bil v več kot 17 milijonih izvodov po vsem svetu in je skupini prinesel sedem nominacij ter dve nagradi grammy, kar ga je uvrstilo na 6. mesto CBS-ove lestvice najuspešnejših albumov zadnjih desetih let leta 2008. Prvi live album Anywhere, but Home iz leta 2004 je bil prodan v več kot milijon izvodih po vsem svetu, drugi studijski album The Open Door iz leta 2006 pa v več kot pet milijonih izvodov.  Revija Billboard je Evanesence na svoji lestvici najboljših glasbenih ustvarjalcev uvrstila na 71. mesto.
Zasedba se je večkrat spremenila. Leta 2002 je skupino zapustil David Hodges, leto pozneje sredi turneje soustanovitelj Ben Moody, leta 2006 basist Will Boyd, še eno leto pozneje sta sledila kitarist John LeCompt in bobnar Rocky Grey, nazadnje pa leta 2015 še Terry Balsamo. Zaradi vseh teh sprememb članov skupine noben izmed studijskih albumov ni posnet v enaki zasedbi. Zaradi zadnje spremembe je prišlo do prekinitve, zato na turnejah pomagajo začasni člani.
Po krajši prekinitvi je skupina junija 2009 napovedala vrnitev. 11. oktobra 2011 so izdali tretji album, ki so ga poimenovali Evanescence. S 127.000 prodanimi izvodi je prvi teden preživel na vrhu lestvice Billboard 200. Na prvem mestu je debitiral tudi na štirih drugih Billboardovih lestvicah: med rock albumi, digitalnimi albumi, alternativnimi albumi in hard rock albumi. Leto 2012 so Evanescence preživeli na promocijski turneji, kjer so se jim pridružile tudi druge skupine, med drugim The Pretty Reckless in Fair to Midland. V tem času je Troy McLawhorn postal njihov stalni član. Po koncu turneje je prišlo do nove prekinitve delovanja.
Leta 2015 je skupina nadaljevala z delom in napovedala, da bodo nadaljevali s turnejo. Obenem so zanikali nastajanje novih skladb, saj se je Amy Lee v tem času posvetila svojemu solo projektu. V tem času je prišlo tudi do nove zamenjave, saj je Balsama zamenjal Jen Majura. Konec leta 2016 so organizirali dodatno turnejo. Leejeva je napovedala nadaljevanje delovanja skupine. Marca 2017 so objavili, da pripravljajo nov album, ki bo izšel istega leta. Synthesis je izšel 10. novembra 2017 in je pokazal, da je prišlo do spremembe sloga Evanescence.

## Zgodovina

### 1995–2001: Ustanovitev in prva leta
Evanescence sta ustanovila pevka, pianistka in skladateljica Amy Lee in nekdanji vodilni kitarist ter skladatelj Ben Moody. Spoznala sta se leta 1994 v mladinskem kampu v Little Rocku, kjer je Moody slišal Leejevo, kako je na klavir igrala eno od skladb Meat Loafa. Začela sta nastopati po kavarnah in kmalu sta postala znana. Po eksperimentiranju z imeni skupine, kot sta Childish Intentions (otroški nameni) ali Stricken (zadeti), so se odločili za sedanje ime Evanescence, kar pomeni zginevanje, izginevanje, porazgubitev, izginotje ali izginitev (iz besede evanesce – »zginevati, izginjati«). Leejeva ga je vzljubila, ker je »skrivnostno in temno, in poslušalcu v spomin vtiskuje sliko.«
Skupina je v tem času izdala dve EP plošči. Prvi je bil Evanescence EP leta 1998, izdan v 100 izvodih. Drugi je bil Sound Asleep EP, znan tudi kot Whisper EP, ki je izšel leta 1999. Leta 2003 je sledil še Mystary EP. Prvi celovit demo CD, Origin leta 2000, je bil izdan v 2500 izvodih, ki so jih prodali občinstvu na koncertih. Origin in EP plošče vsebujejo demo različice nekaterih pesmi, ki so jih pozneje izdali na prvem albumu Fallen. Med radijskim intervjujem sta Leejeva in Moody spodbudila oboževalce, da prenesejo njihove starejše pesmi z interneta.

### 2002–2005:FalleninAnywhere, but Home
V Memphisu se je skupina prvič srečala s producentom Petom Matthewsom iz Ardent Studios. Ta je njihove demo posnetke dal poslušati svoji prijateljici v družbi Wind-up Records Diani Meltzer, ki jo je navdušila predvsem skladba My Immortal, za katero je takoj vedela, da bo hit. Takoj je postala zainteresirana za podpis pogodbe. Članom skupine je povedala, da so pokazali ogromen talent, vendar so še mladi in se morajo razviti. Podpisali so pogodbo in se preselili v Los Angeles, kjer so imeli stanovanje in prostor za vaje, Leejeva pa je imela še dodatne ure petja za razvoj vokala. Po skoraj dveh letih so dobili producenta Dava Fortmana, da bi ustvarili svoj prvi album Fallen. Vodstvo založbe je najprej zavrnilo izdajo albuma, saj so zahtevali tudi dodatek moškega glavnega vokalista, s čimer se skupina ni strinjala. Na koncu so sprejeli kompromis in dodali moškega vokalista le pri vodilni skladbi albuma Bring Me to Life.
V začetku leta 2003 sta Amy Lee in Ben Moody skupaj s prijatelji Johnom LeComptom, Rockyjem Grayem in Willom Boydom, ki so sodelovali že pri prejšnjih skladbah, končali album. Ker so želeli poskrbeti za čim boljšo promocijo albuma, so sprejeli ponudbo podjetja Nintendo za nastop na Nintendo Fusion Touru leta 2003.
Album Fallen je kar 43 tednov preživel na Billboardovi lestvici top 10 albumov. Sedemkrat je postal platinast v ZDA, po svetu pa so prodali več kot 17 milijonov izvodov. Kar 104 tedne je vztrajal na lestvici Billboard 200 in postal eden od le osmih albumov v zgodovini lestvice, ki je preživel vsaj eno leto na lestvici Billboard Top 50. CBS ga je na svoji lestvici najbolj prodajanih albumuv v zadnjih desetih letih uvrstil na 6. mesto. Glavna skladba z albuma Fallen, Bring Me to Life, kjer se je kot gostujoči vokalist pridružil Paul McCoy iz skupine 12 Stones, je postala globalni hit in je dosegla 5. mesto na ameriški lestvici Billboard Hot 100. V Združenem kraljestvu je bila štiri tedne na prvem mestu, in sicer od junija do julija 2003. Pesem je postala tudi uradna tema za dogodek WWE No Way Out leta 2003. Podobno priljubljena je postala tudi pesem My Immortal, ki je v ZDA in Združenem kraljestvu dosegla sedmo mesto. Obe skladbi sta bili uporabljeni tudi v akcijskem filmu Daredevil. Bring Me to Life je na 46. podelitvi nagrad grammy leta 2004 skupini Evanescence prinesla nagradi za najboljšo hard rock izvedbo in najboljšega novega izvajalca, bili pa so nominirani še za dve drugi nagradi. Uspešni sta bili tudi dve drugi skladbi z albuma Fallen. Going Under je v ZDA na lestvici U.S. Modern Rock Tracks dosegla peto mesto, v Združenem kraljestvu pa osmo. Everybody's Fool je na istih lestvicah dosegla 36. in 23. mesto. Za vse te skladbe so posneli tudi videospote.
22. oktobra 2003 je Moody med evropsko turnejo za album Fallen skupino zapustil. Domnevno je to storil zaradi ustvarjalnih razlik. V intervjuju nekaj mesecev kasneje je Amy Lee izjavila, da so prišli do točke, ko ne bi mogli narediti novih posnetkov, če se ne bi nekaj spremenilo. Leejeva je želela ustvarjati umetniške, morda rahlo čudne skladbe, Moody pa je zagovarjal ustvarjanje skladb, ki bi jih ljudje radi slišali. Znotraj skupine je tako prišlo do napetosti, ki je po Moodyjevem odhodu popustila. Zamenjal ga je Terry Balsamo iz skupine Cold.
Leta 2004 je izšla DVD/CD kompilacija z naslovom Anywhere, but Home. DVD vključuje koncert v Parizu in dogajanje v zaodrju, vključno s posnetki dajanja avtogramov in tonskimi vajami. Na CD-ju so tudi posnetki pesmi v živo, med njimi Breathe No More, ki je bila uporabljena v filmu Elektra, skladba Farther Away in pesem Thoughtless, ki jo je v originalu izvajala skupina Korn. Album je bil prodan v več milijonih izvodov po vsem svetu.

### 2006–2009:The Open Door
Tiskovni predstavnik skupine je 14. julija 2006 potrdil, da basist Will Boyd zapušča skupino, saj ni hotel iti še na eno veliko turnejo in je želel biti bliže svoji družini. Prva je novico sicer objavila Amy Lee na neuradni spletni strani skupine Evanescence EvBoard.com. V intervjuju za MTV, objavljenem na spletni strani 10. avgusta 2006, je Leejeva naznanila, da se bo skupini pridružil Tim McCord, do tedaj kitarist pri skupini Revolution Smile. Pri Evanescence je igral bas.
Album je napredoval počasi zaradi več razlogov. Amy Lee je želela, da se poudarja ustvarjalni proces in se ne hiti s produkcijo. Člani benda so delali na več stranskih projektih. Doživeli so tudi nekaj pretresov, med njimi izgubo nekdanjega menedžerja in možgansko kap kitarista Terryja Balsama. Amy Lee je na forumu fanov skupine Evboard objavila, da bo nov album končan marca 2006, vendar se je izdaja zavlekla. Domnevno naj bi k temu prispevala želja založbe Wind-up Records, da naredijo nekaj sprememb na singlu Call Me, When You're Sober, ki se je na radiih znašel 7. avgusta 2006. Album The Open Door s 13 skladbami je najprej, 30. septembra 2006, izšel v Avstraliji, 2. oktobra v Združenem kraljestvu in dan pozneje še v Kanadi in ZDA. Album je bil v ZDA prvi teden prodan v 447.000 izvodih, s čimer je dosegel prvo mesto na seznamu Billboard 200 najbolj prodajanih albumov. To mu je uspelo prav v 700. tednu obstoja te lestvice, ki jo sestavijo vsak teden vse od leta 1956. Videospot za skladbo Call Me, When You're Sober je bil posnet v Los Angelesu in temelji na pravljici o Rdeči kapici. Album The Open Door in omenjen videospot sta bila od 15. avgusta 2006 na voljo za prednaročilo v trgovini iTunes.
Promocijska turneja za album The Open Door se je začela 5. oktobra 2006 v Torontu in se nadaljevala v več krajih po Kanadi ZDA in Evropi. Ta prva turneja se je nadaljevala 5. januarja 2007 in je vključevala postanke v Kanadi (kjer se jim je pridružila skupina Stone Sour), na Japonskem in v Avstraliji (kjer se jim je pridružila skupina Shihad), nato pa so se vrnili v ZDA za drugo turnejo te pomladi (pridružili sta se jim skupini Chevelle in Finger Eleven). V okviru te turneje je skupina Evanescence 15. aprila 2007 nastopila na argentinskem festivalu Quilmes Rock 07, kjer so igrale tudi skupine Aerosmith, Velvet Revolver in druge lokalne skupine. Obenem so se pridružili skupini Korn in drugim na turneji Family Values Tour 2007. Evanescence so evropsko turnejo zaključili 26. junija 2007 na razprodanem koncertu v Amphiju v Ra'anani v Izraelu, celotno promocijsko turnejo pa 9. decembra 2007.
4. maja 2007 je John LeCompt sporočil, da je bil odpuščen iz skupine, obenem pa se je bobnar Rocky Gray odločil za prenehanje sodelovanja. Oba bi se naj pridružila nekdanjemu članu Moodyju, s katerim naj bi oblikovala zasedbo We Are the Fallen. Založba Wind-up je 17. maja istega leta izdala sporočilo za javnost, da ju bosta zamenjala dva člana skupine Dark New Day, bobnar Will Hunt in kitarist Troy McLawhorn. Prvotni načrt je bil, da bi Hunt in McLawhorn igrala z Evanescence do konca turneje Family Values Tour 2007, vendar sta ostala v skupini tudi za dokončanje promocijske turneje za album The Open Door.

### 2009–2014:Evanescencein prekinitev
Po krajši prekinitvi je Amy Lee v novici na spletni strani Evanescence junija 2009 objavila, da je bila skupina v procesu ustvarjanja novih skladb za nov album, ki bi naj izšel leta 2010. Zapisala je, da bo ta glasba evolucija prejšnjih del in bo boljša, močnejša in zanimivejša. 4. novembra 2009 so v Manhattan centru Grand Ballroom v New Yorku izvedli »tajni šov«, za katerega so vstopnice pošle v petih minutah. Šlo je za ogrevanje pred glavnim nastopom 4 dni pozneje na festivalu Maquinária v Sao Paulu v Braziliji.
S snemanjem novih skladb so pričeli 22. februarja 2010. V skupino se je vrnil bobnar Will Hunt, vendar ne kot stalni član. Pri aranžmajih skladb jim je pomagal David Campbell, ki je z njimi soustvarjal tudi album The Open Door. Kot producent je bil sprva predviden Steve Lillywhite, vendar ga je pozneje nadomestil Nick Raskulinecz, saj po besedah Amy Lee Lillywhite ni bil primeren za to nalogo.
Ko so začeli s snemanjem novega albuma, so njegovo izdajo predvideli za avgust ali september 2010. Vendar je Leejeva 21. junija istega leta na EvThreads.com sporočila, da so člani začasno zapustili studio, da bi lahko še naprej delali na albumu in našli pravi ustvarjalni prostor. Prav tako je izjavila, da je založba Wind-up Records zašla v težave, kar naj bi dodatno oviralo izdajo novega albuma. V studio so se vrnili šele v začetku aprila 2011 s producentom Nickom Raskulineczom, ki je produciral glasbo tudi za skupini Alice in Chains in Foo Fighters. Izid albuma so tokrat napovedali za konec leta 2011. Pojavila so se poročanja, da naj bi Troy McLawhorn zapustil post-grunge skupino Seether in se vrnil v Evanescence kot primarni kitarist, vendar je menedžer slednjih to zanikal.
12. junija 2011 je Amy Lee na svojem profilu na Twitterju sporočila, da se je McLawhorn vrnil v zasedbo in da bo album izšel 4. oktobra 2011. Skoraj mesec dni pozneje, 11. julija 2011, so na MTV News poročali, da je bil datum izdaje albuma prestavljen za en teden, torej na 11. oktober, in da bo prvi singel z albuma skladba What You Want. Skupina je album posnela v studiu Blackbird v Nashvillu. V intervjuju za Kerrang! je Leejeva razkrila, da bo naslov novega albuma Evanescence. Odločitev je obrazložila s svojo ljubeznijo do skupine in skladbami, ki se razlikujejo od tistih na prejšnjih albumih. Teme, s katerimi so se ukvarjale pesmi, so bile ocean, prizadevanje za svobodo in zaljubljenost.
Skupina je novo turnejo začela 17. avgusta 2011 v avditoriju War Memorial v Nashvillu. Tri dni pozneje so igrali še na rock festivalu Rock on the Range v Winnipegu. 2. oktobra so se pojavili na festivalu Rock in Rio skupaj s skupinama Guns N' Roses in System of a Down ter brazilskimi umetniki, kot so Pitty in Detonautas Roque Clube. Po seriji nastopov v Severni Ameriki so Evanescence novembra odpotovali v Evropo na razprodano turnejo po Združenem kraljestvu, Nemčiji in Franciji. Tam sta se jim pridružili skupini The Pretty Reckless in avstralska zasedba ME. 11. decembra so nastopili na koncertu ob podelitvi Nobelove nagrade za mir, kjer so odigrali skladbi Lost in Paradise in Bring Me to Life. Nato so se vrnili na severnoameriško turnejo. Februarja 2012 so gostovali na Japonskem s skupino Dazzle Vision, nato pa v istem mesecu obiskali še nekaj drugih držav jugovzhodne Azije. Marca so igrali po Avstraliji in Novo Zelandiji, kjer jim je družbo delala zasedba Blaqk Audio. Med aprilom in julijem 2012 so ponovno gostovali po Evropi in Severni Ameriki, opravili pa so tudi dodatne postanke v Afriki in na Bližnjem vzhodu.
Evanescence so prekinili svojo turnejo, da so se lahko pridružili skupinam Halestorm, Cavo, New Medicine in Chevelle na njihovi turneji Carnival of Madness. Ta se je začela 31. julija 2012 v Springfieldu v Illinoisu in trajala do 2. septembra 2012, ko se je zaključila v Buffalu v New Yorku. Svojo turnejo je skupina nadaljevala oktobra 2012 s postanki v Južni Ameriki, Kostariki in Panami. Za konec so se ustavili v Angliji, kjer se je s koncertom 9. novembra 2012 v londonski Wembley Areni turneja tudi zaključila. Amy Lee je povedala, da po koncu turneje načrtujejo daljši odmor: »Po koncu takšne velike turneje si morate spraviti glavo v red. Mislim, da bomo po koncu za nekaj časa odšli na odmor in premislili o vsem skupaj.«
Oktobra 2013 je založba Wind-up Records prodala del svojih strank, vključno z Evanescence, z njihovimi glavnimi posnetki podjetju Bicycle Music Company. Nadalje bi jih naj tako tržilo združeno podjetje Concord Bicycle Music. 3. januarja 2014 je bila napovedana tožba Amy Lee zoper nekdanjo založbo Wind-up Records v višini 1,5 milijona dolarjev zaradi neplačanih licenčnin, ki naj bi jih založba dolgovala skupini. Marca 2014 je preko svojega Twitter računa sporočila, da je bila pri založbi zabeležena tudi kot samostojna umetnica, ne le članica skupine.

### 2015–sedanjost: Vrnitev inSynthesis
27. aprila 2015 je prišla napoved, da bo skupina 21. novembra istega leta nastopila nastopila kot drugi nastopajoči na japonskem Ozzfestu, kar bi bil prvi nastop v živo po prekinitvi. Pred tem so opravili nastope po ZDA. 7. avgusta je Amy Lee sporočila, da jih je zapustil dolgoletni kitarist Terry Balsamo. Njegovo mesto je zapolnil nemški pevec in kitarist Jen Majura, ki je pred tem igral v folk metal skupini Equilibrium. Leejeva je v intervjuju oktobra 2015 povedala, da bo skupina nadaljevala s turnejo leta 2016, vendar se je sama pri snemanju novih skladb bolj osredotočila na snemanje solo albuma, ne na novi album Evanescence. Konec leta 2016 je skupina opravila turnejo po izbranih mestih v ZDA, kjer je kot predskupina nastopala skupina Veridia.
13. septembra 2016 je Evanescence najavila izid posebne zbirke The Ultimate Collection, na katero so vključili vse njihove dotedanje albume (vključno z Origin) in novo različico pesmi Even in Death, ki se je prvič pojavila na albumu Origin. Zbirka je izšla 9. decembra 2016. V intervjuju za Loudwire je Leejeva povedala, da bo skupina nadaljevala z delom, med drugim so nameravali na novo posneti še nekaj skladb iz obdobja pred prvim studijskim albumom Fallen. 18. februarja 2017 je bil kompilacijski album Lost Whispers izdan na voljo za prenos na straneh Spotify, iTunes in Anghami. Vseboval je prenovljeno skladbo Even in Death, prej izdane skladbe na B-straneh, štiri bonus skladbe in novo pesem Lost Whispers.
20. marca 2017 je Amy Lee v intervjuju za AOL Build spregovorila o svojem solo singlu Speak to Me, nekaj pa je povedala tudi o novem albumu skupine Evanescence. Dejala je, da delajo na nečem novem, ki ni le preprosto naslednji album skupine, ampak bo predstavljal tudi stilsko spremembo. Tri dni pozneje je v intervjuju za Metal Hammer povedala, da bo ta album nekaj posebnega, nekaj kompleksnega in nekaj novega za vse. Izid je bil napovedan za drugi del leta 2017.
V objavi na Facebooku je Amy Lee razkrila, da se bo nov album imenoval Synthesis. Zapisala je, da so skladbe posnete v veliko različnimi inštrumenti, ki jih sicer najdemo v orkestru. Obenem je objavila, da se je za nov projekt vrnil David Campbell, ki je z njimi sodeloval tudi pri vseh prejšnjih albumih. O albumu je Leejeva napisala, da bo šlo za srečanje orkestra in elektronike ter da bo skupina na novo posnela izbrane starejše skladbe, kjer bo odstranila rock kitare in bobne ter jih posnela v klasični obliki. Album bi naj vseboval tudi dve novi izvirni skladbi, v eni z naslovom Hi-Lo bi naj glavna vloga pripadla Lindsey Stirling. Prvo snemanje za Synthesis je potekalo 23. maja 2017. Posnet je bil remake skladbe Bring Me to Life, ki je kot single izšel 18. avgusta istega leta. Tri dni pred izidom te pesmi je bilo objavljeno, da je snemanje albuma v zaključni fazi. Evanescence so se konec leta 2017 podali na promocijsko turnejo s celotnim orkestrom. Vstopnice so dali v prodajo 18. avgusta. Skupina je kasneje gostovala po ZDA, Avstraliji in Evropi. Vsaka kupljena vstopnica je omogočala dostop do digitalne kopije albuma ob njegovem izidu. 14. septembra 2017 je bil uradno izdan singel Imperfection.
Marca 2018 je skupina napovedala, da se jim bo na drugem delu severnoameriške turneje pridružila tudi Lindsey Stirling. Med delom za turnejo je julija 2018 Amy Lee na radiu WRIF sporočila, da bo skupina začela z delom na naslednjem studijskem albumu.

## V drugih medijih
Amy Lee je trdila, da je napisala skladbo za film Zgodbe iz Narnije: Lev, čarovnica in omara iz leta 2005, vendar naj bi bila ta zavrnjena zaradi temačnega zvoka. Pesem je nato postala le »... dodatna odlična stvar [za album The Open Door].« Druga skladba, ki naj bi nastala za omenjeni film, je bila Lacrymosa, za katero je navdih črpala iz Mozartove glasbe. Ustvarjalci filma so njene navedbe zavrnili in izjavili, da so te informacije popolnoma nove za njih in da glasba skupine Evanescence ni bila načrtovana za vključitev v glasbeno podlago filma.
Leta 2010 so Evanescence izdali skladbo Together Again za digitalni prenos. Ustvarjena bi naj bila za album The Open Door, vendar so jo pozneje odstranili s seznama skladb. Objavili so jo za pomoč fundaciji Združenih narodov pri prizadevanjih za odpravo posledic potresa na Haitiju. Kasneje so skladbo uradno izdali za digitalni prenos 23. februarja 2010.

## Glasbeni slog in vplivi
Kritiki si niso enotni pri uvrščanju Evanescence med rock ali metal skupine, vendar jih večina označuje kot neko obliko gotske skupine. Publikacije, kot so The New York Times, Rough Guides in Rolling Stone, jih uvrščajo med gotske metal skupine, medtem ko jih drugi, kot so IGN, Spin in NME, uvrščajo med gotske rock skupine. Primerjali so jih z vrsto skupin iz različnih zvrsti, med drugim z nu metal skupino Linkin Park, gotsko metal skupino Lacuna Coil in simfoničnima metal skupinama Nightwish ter Within Temptation. David Browne iz Blenderja jih je podrobno opisal kot gotsko krščansko nü metal skupino s pridihom melanholične Enye. Adrien Begrand iz spletne revije PopMatters je zapisal, da so kitarski prijemi Evanescence podobni nu metalu. Adrian Jackson iz skupine My Dying Bride je izjavil, da je Evanescence podobna njegovi gotski metal skupini, vendar dela v bolj komercialni smeri. Drugi žanri in vplivi, ki se uporabljajo za opis glasbe skupine, so industrijski rock, alternativni metal, hard rock, alternativni rock, post-grunge in progresivni metal.
Evanescence so prvotno promovirali v krščanskih trgovinah. Kasneje je skupina pojasnila, da niso želeli biti del krščanskega rocka. Terry Hemmings, generalni direktor krščanskega glasbenega distributerja Provident, je dejal, da so jasno razumeli, da se bo album prodajal preko krščanskih glasbenih kanalov. Številne krščanske prodajalne so začele odstranjevati Evanescence s svojih polic. Aprila 2003 je direktor založbe Wind-up Records izdal sporočilo za javnost in uradno zahteval njihov umik. Leta 2006 je Amy Lee povedala družbi Billboard, da je od vsega začetka nasprotovala oznaki krščanski bend in trdila, da je bila to zamisel Bena Moodyja. Na seznamu glasbenikov, ki so vplivali na njihovo glasbo in so ga oblikovali sami člani skupine, so: Pantera, Björk, Wolfgang Amadeus Mozart, Danny Elfman, Tori Amos, Nirvana, Portishead, Nine Inch Nails, Garbage in Plumb.

## Zasedba

### Trenutna zasedba
- Amy Lee – glavni vokal, klaviature, klavir, harfa (1995–sedanjost)
- Tim McCord – bas kitara (2006–sedanjost)
- Will Hunt – bobni (2010–sedanjost, član za nastope v živo 2007–2010)
- Troy McLawhorn – vodilna kitara (2015–danes), ritem kitara (2011–2015, član za nastope v živo 2007–2010)
- Jen Majura – ritem kitara, spremljevalni vokal (2015–sedanjost)

### Nekdanji člani zasedbe
- Ben Moody – vodilna kitara, ritem kitara, bas kitara, bobni (1995–2003)
- David Hodges – klaviature, klavir, bobni, spremljevalni vokal (1999–2002)
- Will Boyd – bas kitara (2003–2006)
- Rocky Gray – bobni, tolkala (2003–2007, član za nastope v živo 2002–2003)
- John LeCompt – ritem kitara, spremljevalni vokal (2003–2007, član za izvajanje v živo 2002–2003)
- Terry Balsamo – vodilna kitara (2003–2015)

### Sodelujoči za snemanje albumov
- Francesco DiCosmo – bas kitara (2002, za snemanje albuma Fallen)
- Josh Freese – bobni, tolkala (2002, za snemanje albuma Fallen)

### Sodelujoči glasbeniki
- Dave Eggar – čelo[136]

## Diskografija
- Origin (2000) – demo album
- Fallen (2003) – studijski album
- Anywhere, but Home (2004) – live album
- The Open Door (2006) – studijski album
- Evanescence (2011) – studijski album
- Lost Whispers (2017) – kompilacijski album
- Synthesis (2017)
- The Bitter Truth (2021)

## Nagrade in nominacije
| Leto | Nagrada                                             | Kategorija                                     | Nominirano delo    | Rezultat    |
| ---- | --------------------------------------------------- | ---------------------------------------------- | ------------------ | ----------- |
| 2003 | Nagrada Kerrang!                                    | Najboljši mednarodni novinec                   | Evanescence        | Osvojil/a   |
| 2003 | MTV nagrade                                         | Najboljša pesem                                | "Bring Me to Life" | nominiran/a |
| 2003 | MTV nagrade                                         | Najboljša skupina                              | Evanescence        | nominiran/a |
| 2003 | MTV nagrade                                         | Najboljši novinec                              | Evanescence        | nominiran/a |
| 2003 | Los Premios MTV Latinoamérica                       | Najboljši mednarodni rock izvajalec            | Evanescence        | nominiran/a |
| 2004 | World Music Award                                   | Najboljši rock izvajalec                       | Evanescence        | Osvojil/a   |
| 2004 | Grammy                                              | Najboljši novi izvajalec                       | Evanescence        | Osvojil/a   |
| 2004 | Grammy                                              | Album leta                                     | Fallen             | nominiran/a |
| 2004 | Grammy                                              | Najboljši rock album                           | Fallen             | nominiran/a |
| 2004 | Grammy                                              | Najboljša hard rock izvedba                    | "Bring Me to Life" | Osvojil/a   |
| 2004 | Grammy                                              | Najboljša rock skladba                         | "Bring Me to Life" | nominiran/a |
| 2004 | Los Premios MTV Latinoamérica                       | Najboljši mednarodni rock izvajalec            | Evanescence        | nominiran/a |
| 2005 | Grammy                                              | Najboljša pop izvedba dua ali skupine z vokali | "My Immortal"      | nominiran/a |
| 2006 | MTV nagrade                                         | Najboljši rock                                 | Evanescence        | nominiran/a |
| 2007 | Avstralske MTV nagrade                              | Album leta                                     | The Open Door      | Osvojil/a   |
| 2007 | Los Premios MTV Latinoamérica                       | Najboljši mednarodni rock izvajalec            | Evanescence        | Osvojil/a   |
| 2007 | MTV nagrade                                         | Najboljši rock                                 | Evanescence        | nominiran/a |
| 2008 | Grammy                                              | Najboljša hard rock izvedba                    | "Sweet Sacrifice"  | nominiran/a |
| 2008 | Nagrada nacionalnega združenja glasbenih založnikov | Najboljši avtor glasbe                         | Amy Lee            | Osvojil/a   |
| 2011 | Nagrada Loudwire                                    | Rock skladba leta                              | "What You Want"    | Osvojil/a   |
| 2011 | Nagrada Loudwire                                    | Najboljši povratek leta                        | Evanescence        | Osvojil/a   |
| 2011 | Nagrada Loudwire                                    | Izvajalec leta                                 | Evanescence        | nominiran/a |
| 2011 | Nagrada Loudwire                                    | Najboljši rock album                           | Evanescence        | nominiran/a |
| 2011 | Nagrada Loudwire                                    | Najboljša rock izvajalka                       | Amy Lee            | nominiran/a |
| 2012 | Nagrada Revolver Golden Gods                        | Najboljši vokalist                             | Amy Lee            | Osvojil/a   |
| 2012 | Nagrada Revolver Golden Gods                        | Album leta                                     | Evanescence        | nominiran/a |
| 2012 | Nagrada Revolver Golden Gods                        | Najboljši povratek leta                        | Evanescence        | nominiran/a |
| 2012 | Nagrada Revolver Golden Gods                        | Nagrada občinstva                              | Evanescence        | nominiran/a |
| 2012 | Nagrada Kerrang!                                    | Najboljša mednardona skupina                   | Evanescence        | nominiran/a |
| 2012 | Nagrada Kerrang!                                    | Najbolj vroča ženska                           | Amy Lee            | nominiran/a |
| 2012 | MTV nagrade                                         | Najboljša izvedba na svetovni sceni            | Evanescence        | nominiran/a |